# Тарбагатайское сельское поселение (Бурятия)
Тарбагатайское се́льское поселе́ние (бур. Тарбагатайн hомон) — муниципальное образование в Тарбагатайском районе Бурятии Российской Федерации.
Административный центр — село Тарбагатай.

## История
Статус и границы сельского поселения установлены Законом Республики Бурятия от 31 декабря 2004 года № 985-III «Об установлении границ, образовании и наделении статусом муниципальных образований в Республике Бурятия».

## Население
| 2002  | 2011  | 2012  | 2013  | 2014  | 2015  | 2016  |
| ----- | ----- | ----- | ----- | ----- | ----- | ----- |
| 4748  | ↘4745 | ↗4771 | ↘4768 | ↘4716 | ↘4699 | ↗4727 |
| 2017  | 2018  | 2019  | 2020  | 2021  | 2023  | 2024  |
| ↗4729 | ↘4673 | ↘4634 | ↘4619 | ↗4692 | ↘4637 | ↘4615 |

## Состав сельского поселения
| № | Населённый пункт | Тип населённого пункта       | Население |
| - | ---------------- | ---------------------------- | --------- |
| 1 | Пестерево        | село                         | ↘442      |
| 2 | Тарбагатай       | село, административный центр | ↘4250     |